# Jimmy Duncan
John James "Jimmy" Duncan, Jr., född 21 juli 1947 i Lebanon, Tennessee, är en amerikansk republikansk politiker. Han representerade delstaten Tennessees andra distrikt i USA:s representanthus 1988–2019. Fadern John Duncan var kongressledamot 1965–1988.
Duncan avlade 1969 grundexamen vid University of Tennessee. Han avlade sedan 1973 juristexamen vid George Washington University. Han arbetade som domare i Knox County, Tennessee 1981–1988.
Fadern John Duncan avled 1988 i ämbetet. Jimmy Duncan vann fyllnadsvalet för att efterträda sin far i representanthuset.
Duncan har profilerat sig som motståndare till Irakkriget. Han har ofta skrivit i den paleokonservativa tidskriften Chronicles.